# Poolse parlementsverkiezingen 2001

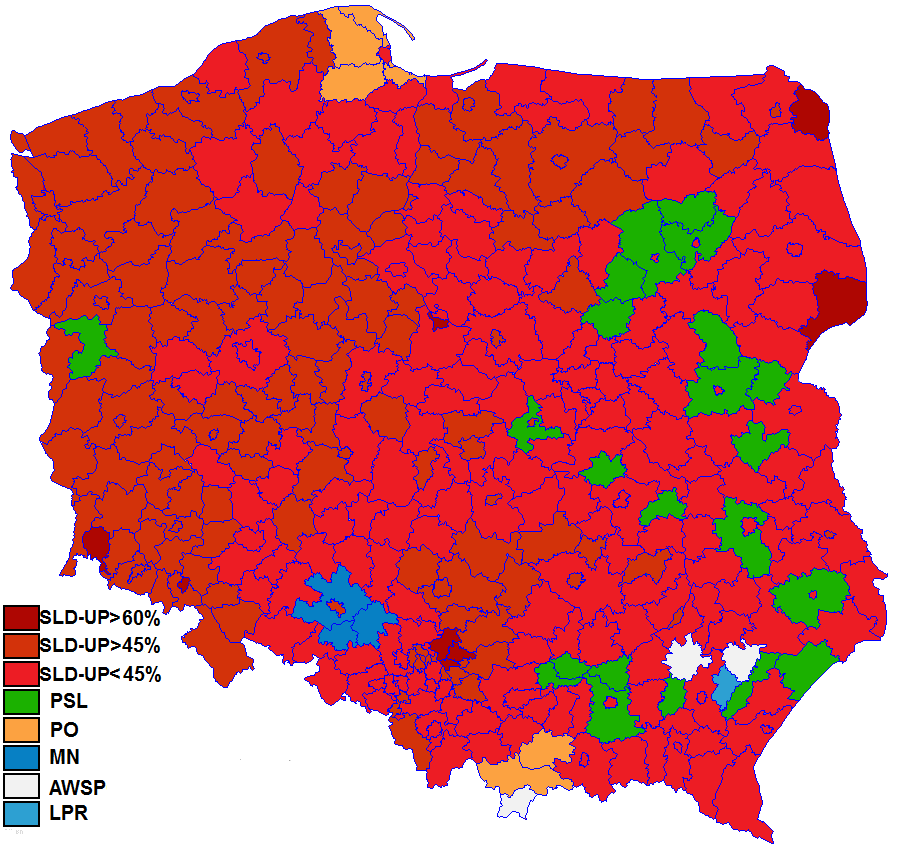
Grootste partijen per regio tijdens de Poolse parlementsverkiezingen 2001

Zetelverdeling na de Poolse parlementsverkiezingen 2001

De Poolse parlementsverkiezingen van 2001 voor de Sejm en de Senat vonden plaats op 23 september 2001. De opkomst lag net zoals in 1997 rond de 46%. De verkiezingen werden gewonnen door een coalitie van twee linkse partijen, de SLD en de Unie van de Arbeid.

## Uitslag
| Partij/kiescomité            | Partij/kiescomité                                                                                 | Partij/kiescomité                                              | Partij/kiescomité                                              | Sejm       | Sejm   | Sejm   | Sejm   | Sejm   | Senaat | Senaat |
| Partij/kiescomité            | Partij/kiescomité                                                                                 | Partij/kiescomité                                              | Partij/kiescomité                                              | 2001       | 2001   | 2001   | 1997   | 1997   | 2001   | 1997   |
| Naam                         | Naam                                                                                              | Afkorting                                                      | Leider                                                         | Stemmen    | %      | Zetels | %      | Zetels | Zetels | Zetels |
| ---------------------------- | ------------------------------------------------------------------------------------------------- | -------------------------------------------------------------- | -------------------------------------------------------------- | ---------- | ------ | ------ | ------ | ------ | ------ | ------ |
|                              | Sojusz Lewicy Demokratycznej - Unia Pracy (Alliantie van Democratisch Links - Unie van de Arbeid) | SLD-UP                                                         | Leszek Miller                                                  | 5 342 519  | 41,04  | 216    | 34,05  | 164    | 75     | 28     |
|                              | Platforma Obywatelska (Burgerplatform)                                                            | PO                                                             | Maciej Płażyński                                               | 1 651 099  | 12,68  | 65     | —      | —      | —      | —      |
|                              | Samoobrona Rzeczpospolitej Polskiej (Zelfverdediging van de Republiek Polen)                      | SRP                                                            | Andrzej Lepper                                                 | 1 327 624  | 10,20  | 53     | 0,08   | —      | 2      | —      |
|                              | Prawo i Sprawiedliwość (Recht en Rechtvaardigheid)                                                | PiS                                                            | Lech Kaczyński                                                 | 1 236 787  | 9,50   | 44     | —      | —      | 1      | —      |
|                              | Polskie Stronnictwo Ludowe (Poolse Volkspartij)                                                   | PSL                                                            | Jarosław Kalinowski                                            | 1 168 659  | 8,98   | 42     | 7,31   | 27     | 4      | 3      |
|                              | Liga Polskich Rodzin (Liga van Poolse Gezinnen)                                                   | LPR                                                            | Marek Kotlinowski                                              | 1 025 148  | 7,87   | 38     | —      | —      | 2      | —      |
|                              | Akcja Wyborcza Solidarność Prawicy (Verkiezingsactie Solidariteit van Rechts)                     | AWSP                                                           | Jerzy Buzek                                                    | 729 207    | 5,60   | —      | 33,83  | 201    | —      | 51     |
|                              | Unia Wolności (Unie van de Vrijheid)                                                              | UW                                                             | Bronisław Geremek                                              | 404 074    | 3,10   | —      | 13,17  | 60     | —      | 8      |
|                              | Alternatywa Ruch Społeczny (Alternatief - Sociale Beweging)                                       | ARS                                                            |                                                                | 54 266     | 0,42   | —      | 1,63   | —      | —      | —      |
|                              | Mniejszość Niemiecka (Duitse Minderheid)                                                          | MN                                                             | Henryk Kroll                                                   | 47 230     | 0,36   | 2      | 0,39   | 2      | —      | —      |
|                              | Polska Partia Socjalistyczna (Poolse Socialistische Partij)                                       | PPS                                                            | Piotr Ikonowicz                                                | 13 459     | 0,10   | —      | —      | —      | —      | —      |
|                              | Niemiecka Mniejszość Górnego Śląska (Duitse Minderheid van Opper-Silezië)                         |                                                                |                                                                | 8 024      | 0,06   | —      | 0,13   | —      | —      | —      |
|                              | Polska Unia Gospodarcza (Poolse Economische Unie)                                                 | PUG                                                            | Wojciech Kornowski                                             | 7 189      | 0,06   | —      | —      | —      | —      | —      |
|                              | Polska Wspólnota Narodowa (Poolse Nationale Gemeenschap)                                          | PWN                                                            | Bolesław Tejkowski                                             | 2 644      | 0,02   | —      | 0,07   | —      | —      | —      |
|                              | Blok Senat 2001 (Senaatsblok 2001)                                                                |                                                                |                                                                | —          | —      | —      | —      | —      | 15     | —      |
|                              | Overige partijen/kiescomités (incl. onafhankelijke kandidaten)                                    | Overige partijen/kiescomités (incl. onafhankelijke kandidaten) | Overige partijen/kiescomités (incl. onafhankelijke kandidaten) | —          | —      | —      | 9,34   | 6      | 1      | 10     |
|                              |                                                                                                   |                                                                |                                                                |            |        |        |        |        |        |        |
| Totaal                       | Totaal                                                                                            | Totaal                                                         | Totaal                                                         | 13 017 929 | 100,00 | 460    | 100,00 | 460    | 100    | 100    |
| Blanco- en ongeldige stemmen | Blanco- en ongeldige stemmen                                                                      | Blanco- en ongeldige stemmen                                   | Blanco- en ongeldige stemmen                                   | 573 752    | 3,99   |        |        |        |        |        |
| Opkomst                      | Opkomst                                                                                           | Opkomst                                                        | Opkomst                                                        | 13 591 681 | 46,29  |        |        |        |        |        |